# さようなら、ギャングたち
『さようなら、ギャングたち』は、高橋源一郎の長編小説。1981年に第4回群像新人長篇小説賞の優秀作に選ばれた。同年『群像』12月号に掲載され、翌1982年10月に講談社より刊行された。著者のデビュー作である。
人々が名前を失った世界を舞台にした語り手の物語を、古典文学から現代の大衆文化まで様々な引用を散りばめながら断章形式で描いた作品であり、吉本隆明などによりポップ文学の傑作として評価された。高橋はこの作品と『虹の彼方に』『ジョン・レノン対火星人』の3作で自分の個人的な1960年代を書きたかったとしている。

## あらすじ
かつて、人々はみな親からもらった名前を持っていた。そのうち人々はその名前を捨て自分で自分に名前をつけるようになり、しばしば名前との間に諍いが起こった。そして今では恋人たちの間で互いを名づけあい、密かに呼び合うだけになっていた。「わたし」は自分の恋人に、偉大な詩人の名をとって「中島みゆきソング・ブック」（S・B）という名前を与え、彼女は「わたし」に「さようなら、ギャングたち」という名前を与えた。「わたし」は詩の学校で教えながら、彼女と猫の「ヘンリー四世」とともに暮らしている。
S・Bに出会う前、「わたし」は別の女性と一緒に住んでいた。さまざまな名前で呼んでいた彼女には子供ができ、「わたし」はその子供を「キャラウェイ」と呼んでいた。「わたし」はキャラウェイにダンスと数学と早口ことばを教えるが、ある日役所から通達を受け、まだ4歳の彼女がまもなく死ぬことを知る。「わたし」は死んでしまったキャラウェイとときどき言葉を交わしながら、図書館のような幼児用墓地へと連れて行った。
「わたし」は詩の学校で、詩を書こうとしても何を書けばいいのかわからない、さまざまな人たちを教えている。形の定まらない「あばれどくとかげ」を飼うおばあさん、互いにそっくりな五つ子、冷蔵庫に変身したヴェルギリウス、「わけのわからないもの」、平凡な人間になりすました木星人。そしてある日、自宅でS・Bと「ヘンリー四世」といっしょに過ごしていると、そこで有名なギャングたちの訪問をうける。
「わたし」は4人のギャングたちの命令に従い、彼らに詩の授業を始める。「おしのギャング」に言葉を思い出させ、「でぶのギャング」に自分たちの存在意義を語らせ、つぎに「美しいギャング」に話をうながすと、彼はS・Bのもとに来て自分たちのもとに戻るように促し、彼女を連れて行ってしまう。
「わたし」はテレビを見ながら、顔を潰されないかぎり決して死なないギャングたちが、機動隊に追い詰められて悲惨な死を遂げていくのを見る。そのなかには「美しいギャング」とともに自決するS・Bの姿もあった。残された「わたし」は「ヘンリー四世」の頼みを聞いてトーマス・マンの短編集を探し始めるが、「ヘンリー四世」もまた臭い匂いを放ちながら縮んで死んでいってしまう。「わたし」はギャングの変装をして強盗をし、銅像になったギャング研究家を殺し、幼児用墓地を爆破しようとした後、自分はギャングになったと思い込みながら死んでいく。

## 執筆背景
この作品は高橋源一郎のデビュー作である。高橋は第24回群像新人文学賞（1980年11月30日締切）に「すばらしい日本の戦争」（後に『ジョン・レノン対火星人』に改題し発表）を投稿。同作品は最終選考作3編のうちの一作に選ばれたものの受賞には至らなかった。落選の決まった1981年4月上旬、高橋は担当編集者から同年の群像長編小説賞に応募してみたらどうかという勧めを受け、すでに用意してあったタイトルと簡単なプロットをもとに一から長編小説を書き始めた。締め切りまでは2ヶ月弱しかなく、4月中は仕事が休めなかったため土工の仕事をしながら夜中に執筆し、下書きを500枚ほど仕上げ、5月に入ってからは友人から1ヶ月分の生活費を借りて1日12時間、20枚ほどのペースで浄書を始めた。しかし締め切りまで10日を切った5月下旬に力尽き、3部構成のうちもっとも長くなるはずだった第三部をかなりあっさりと終わらせなければならなくなった（高橋は「躰で書き上げた第一部、第二部とは違い、第三部を「頭」で書き上げることになった」と述べている）。当初の計画では、第三部では「わたし」と恋人、ギャングたちの共同生活と、その中で取り交わされる長大で複雑な議論が書かれるはずで、その長さは第一部と第二部を合わせたよりも長くなるはずだったという。その後、高橋は何度も加筆を試みたが、結局なに一つ書き加えることができなかった。
1960年代、高橋は学生運動に関わって凶器準備集合罪で逮捕・起訴され、1960年代末と1970年2月から8月の間、留置場と少年鑑別所と拘置所に勾留されたが、この間に一種の「失語症」に陥り、思うように言葉が操れなくなった。釈放後高橋は工場の工員や日雇い労働をして生活していたが、その間も「強制されている」という感覚が残り、しゃべるとき、書くときのほか、考えるとき、読むときにもその感覚につきまとわれて、1978年の終わりごろまで読み書きも考えることもほとんどしないで過ごした。そして1979年になってからしゃべり、書くことを再開し、「リハビリ」のためにまず以下に挙げるような断片的な文章を書くことから始めた。『さようなら、ギャングたち』はこの間10年ほどの著者の体験が元になっている。
| 「このティーカップすてきねえ」 「うん」 「ほんと、いいティーカップだわ」 「そうだねえ」 「何か、いいのよねえ、このティーカップ」 |

## 評価
第4回群像新人長篇小説賞には4作が最終選考に残った。選考委員は秋山駿、大庭みな子、黒井千次、佐々木基一の4人。そのうち秋山、大庭、黒井からは「いっせいに木の芽が吹くような輝きがあり、ところどころ、たまった雫がきらりと光る」（大庭）「従来の長編小説の枠から軽やかに抜け出し、飄々として自由の歌をうたっている」（黒井）などの評価を受けたが、佐々木基一は「私はお手上げだった。部分的に光るイメージはあるものの、これが長編小説と云えるだろうか」「いま少し自分というもの、あるいは自分の発想とイメージを客観化してほしい」と述べ、その結果「受賞作なし」となった。もっとも票を得ていた『さようなら、ギャングたち』は優秀作となった。
作品掲載後、『さようなら、ギャングたち』は『群像』1982年1月号で柄谷行人、中上健次、川村二郎による創作合評に取り上げられた。中上は「多面体みたいな小説」という言葉でこの作品のとらえどころのなさを表現しており、それを受けて川村は「部分の光も目につかなかった」「お手上げ」だったと話している。また柄谷はこの作品自体が小説の「構成」「建築」に逆らって書かれていると見なしつつ、「構成」「建築」を「小説のスタイル以前の問題」として作者がどのくらい意識しているかが曖昧で、結果「若い人の間で流行しているようなもの」とはっきり区別できないと述べている。中上はこれに対し、これはこれで多面体として構成の意志が働いており「ものすごくむずかしい事」をやっているのだと強調した 。
同年、『海燕』3月号で吉本隆明が連載中の『マス・イメージ ―変性論』で『さようなら、ギャングたち』をテレビ的なイメージが文学上に現れた例として取り上げ、「ここで現在のイメージ様式そのものが高度でかなり重い比重の＜意味＞に耐えることがはじめて示された」と高評価した。同年10月に刊行された『さようなら、ギャングたち』単行本の裏表紙には、吉本による「現在までのところポップ文学の最高の作品」という評が印刷されている。
福田和也は2000年に刊行された点数方式のレビュー『作家の値うち』で、『さようなら、ギャングたち』を「世界文学の水準」にあたる91点をつけ「文句のつけどころのない現代文学の傑作」「反小説の枠組みをもちながら、現代詩批評をそのまま叙情的な小説として構成するという離れ技を見せている」と評価した。ただし福田はその後の高橋の作家活動については酷評している。

## 書籍
- 単行本 『さようなら、ギャングたち』 講談社、1982年 ISBN 4062001845
- 講談社文庫版 『さようなら、ギャングたち』 講談社、1985年、ISBN 4061834398
- 講談社文芸文庫版 『さようなら、ギャングたち』 講談社、1997年、ISBN 4061975625